# Lanthaniodid
Lanthan(III)-iodid (LaI3) ist ein Salz des Seltenerd-Metalls Lanthan mit Iodwasserstoff. Es bildet weiße Kristalle, die hygroskopisch sind. Lanthan(III)-iodid kristallisiert im orthorhombischen Kristallsystem in der Raumgruppe Cmcm (Raumgruppen-Nr. 63) und den Gitterkonstanten a = 437 pm, b = 1401 pm und c = 1004 pm (PuBr3-Typ).